# Iglesia de El Salvador (Caravaca de la Cruz)
La iglesia parroquial de El Salvador se ubica en Caravaca de la Cruz, capital de la comarca del Noroeste de la Región de Murcia (España), dentro del casco histórico de la ciudad. 
El inmueble actual se empieza a construir a partir de 1526, el cual posee en su interior un interesante retablo mayor y un gran conjunto de esculturas.

## Historia
La primitiva iglesia medieval de El Salvador habitaba el mismo solar que en el siglo XVI pasó a constituir el templo de la Iglesia de la Soledad (actual Museo Arqueológico), dentro de las murallas medievales, siendo la segunda iglesia parroquial de la villa, ya que la primera fue una pequeña ermita, denominada Santa María la Real o del Castillo, que se situaba en el interior del alcázar.
Aquella iglesia de la Baja Edad Media ya estaba construida el año 1344 cuando Caravaca pasó a la Orden de Santiago. Se trataba de un edificio propio del gótico, aunque entre 1498 y 1507 se realizaron una serie de obras de ampliación en la misma.
El crecimiento demográfico y por tanto urbanístico de Caravaca durante el siglo XVI, una vez concluida la guerra de Granada y desaparecido el peligro fronterizo, planteó la necesidad de construir una nueva iglesia parroquial fuera del recinto amurallado. Así, en 1526, tras la inspección habitual, los visitadores de la Orden de Santiago hicieron la propuesta de construcción de una nueva iglesia, debiendo tener "tres naves con sus arcos e danças".
En 27 de diciembre de 1573 fue desplazado el Santísimo Sacramento desde la actual Soledad hasta El Salvador, siendo inaugurado el nuevo templo. Sin embargo, diez años más tarde se inició otro proceso de construcción para acabar el interior del edificio.

## La portada
La portada lateral (que se convirtió en principal ante el carácter inconcluso de la iglesia) se trata de una portada única del renacimiento con forma de arco de triunfo, que podemos encontrarla también en la Iglesia de la Magdalena de Cehegín, Santa María de Letur (Albacete), Iglesia de La Asunción de Sax, Colegio de Santo Domingo de Orihuela (Alicante), San Matías y San Ildefonso en Granada, entre otras.
Todas estas portadas tienen una estructura similar, pero en la de El Salvador de Caravaca de la Cruz encontramos un primer cuerpo en forma de arco de triunfo, en el que el arco de medio punto nos permite el acceso a esta. Por otra parte, aparece un juego de pilastras y semicolumnas jónicas, de tres cuerpos con radios diferentes, único entre todas las portadas que hemos señalado.
El segundo cuerpo está formado por una hornacina central, también en forma de arco de triunfo, con la imagen barroca de El Salvador, encuadrada por dos columnas jónicas.

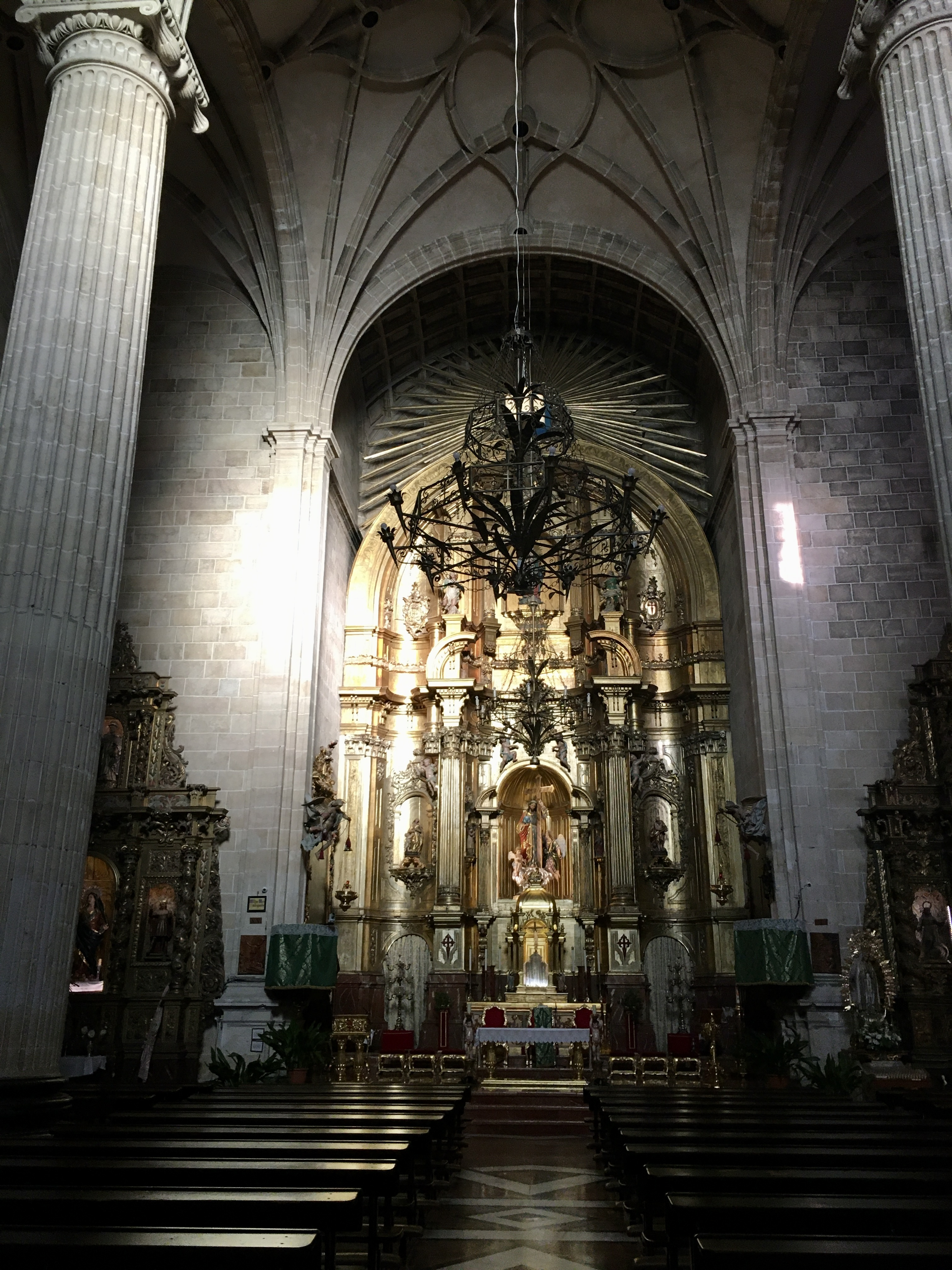
Interior de El Salvador, con el Retablo Mayor, procedente de la Iglesia de los Jesuitas (1758)

Como elementos decorativos podemos destacar con respecto al primer cuerpo la abundancia de conchas y metopas con las cruces de Caravaca y de Santiago y con respecto al segundo cuerpo aparecen dos pináculos que se sitúan contiguos al muro y los escudos de la Orden de Santiago (izquierda) y Concejo de Caravaca (derecha).
Esta portada se realizó en dos partes, la primera en 1573, realizada por Pedro de Antequera, y la segunda en 1655, finalizándose en 1657. Esta segunda fase la realizó Juan Garzón Soriano, quien finalizaría parte de la galería alta.

## El retablo mayor
El retablo del altar mayor actual, destacable obra del barroco, es originario de la Iglesia de la Compañía de Jesús de Caravaca, siendo trasladado a El Salvador en el 1876, después de haber sido usada dicha iglesia como ayuda de la Parroquial tras la expulsión de los jesuitas por Carlos III en 1767.